# Festival del Doble Nueve
El festival del Doble Nueve, festival de Chung Yeung en Hong Kong, en japonés: Chōyō (重陽), vietnamita: Tết Trùng Cửu, se celebra el noveno día del noveno mes del calendario lunar chino, es una festividad tradicional china, que ya se Conoce como 
mencionaba en un documento desde antes de la dinastía Han Oriental (antes del año 25 d. C.). Este día es también conocido como el festival del Crisantemo (菊の節句) en Japón.
Según el I Ching, el nueve es un número yang; el noveno día del noveno mes lunar (o doble nueve) tiene demasiado yang (un concepto espiritual chino tradicional, literalmente sol) por lo que es una fecha potencialmente peligrosa. Por tanto, este día es también llamado “el festival del Doble Yang” (重陽節). Es costumbre subir a una montaña alta, beber vino de crisantemo y llevar la planta de zhuyu (茱萸), el cornejo officinalis para protegerse de cualquier peligro. (Se consideran que el crisantemo y el cornejo tienen calidades de limpieza y se usan en otras ocasiones para airear las casas y curar enfermedades.) 
En este festival, algunos chinos también visitan las tumbas de sus ancestros para presentar sus respetos. En Hong Kong, toda la familia por las va a las tumbas ancestrales para limpiarlas y repintar las inscripciones, homenajearlos con ofrendas de comida como lechón asado y frutas, que luego se come la familia (después de que los espíritus hayan consumido el elemento espiritual de la comida). Otra tradición famosa es comer pastel de Chongyang. Se queman las barras de incienso. Los cementerios se llenan de gente y cada año barriendo el 
empiezan los incendios de céspedes accidentalmente a causa de las barras de incienso en llamas.

## Origen
Se cuenta que una vez había un hombre llamado Huan Jing quien creía que un monstruo traía pestilencia. Les dijo a sus campesinos que subieran a una montaña y se escondieras mientras fue a vencer el monstruo. Después, la gente celebró la victoria de Huan Jing sobre el monstruo en el noveno día del noveno mes lunar.
En el año 1966, la República de China (Taiwán) dedicó de nuevo el festivo como “el Día de Los ancianos”,  enfatizando una costumbre que se celebra en China, donde el festival también es una oportunidad para cuidar y apreciar a los mayores.
El Doble Nueve podría haberse originado como un día para alejar el peligro, pero como el año nuevo chino, se convirtió en un día de celebración con el paso del tiempo. Es una ocasión para hacer senderismo y el agradecimiento de crisantemos en la época contemporánea. Las tiendas venden torta de arroz (糕 "gāo", un homófono de altura高) con banderitas de colores para representar el cornejo. Mucha gente toma té de crisantemo mientras otros beben vino casero de crisantemo. Los niños aprenden los poemas sobre crisantemo y muchas localidades albergan exhibiciones de crisantemo. Las carreras de montañismo también son famosas; el ganador recibe una corona.

## Festividades

### Japón
En Japón, el festival es conocido como “choyo” y también el festival del Crisantemo (菊の節句), es el festival que se celebran más comúnmente en el noveno día del noveno mes según el calendario gregoriano en lugar del calendario lunar, esto es, en el nueve de septiembre. Se celebra tanto en santuarios sintoístas como en templos budistas. 
- Poema

Hay un poema chino frecuentemente citado sobre el festival de China, “Doble Nueve, recordando mis hermanos de ShanDong” (九月九日憶山東兄弟), de Wang Wei (王維), un poeta chino de la dinastía Tang:
獨在異鄉為異客， dú zài yì xiāng wéi yì kè
每逢佳節倍思親。 měi féng jiā jié bèi sī qīn
遙知兄弟登高處， yáo zhī xiōng dì dēng gāo chù
遍插茱萸少一人。 biàn chā zhū yú shǎo yī rén

Estoy completamente solo en el extranjero como un forastero,
en cada festivo mi añoranza aumenta más.
Saber que mis hermanos están en la montaña aunque estoy lejos de casa,
todos llevan zhuyu, pero hay uno que no.

### En elhinduismo
Los hindúes conmemoran este día como Mahanavami (el Gran Noveno Día), el noveno día del festival de Dashain que la gente adora a la diosa Durga por la victoria sobre demonios.

## Imágenes

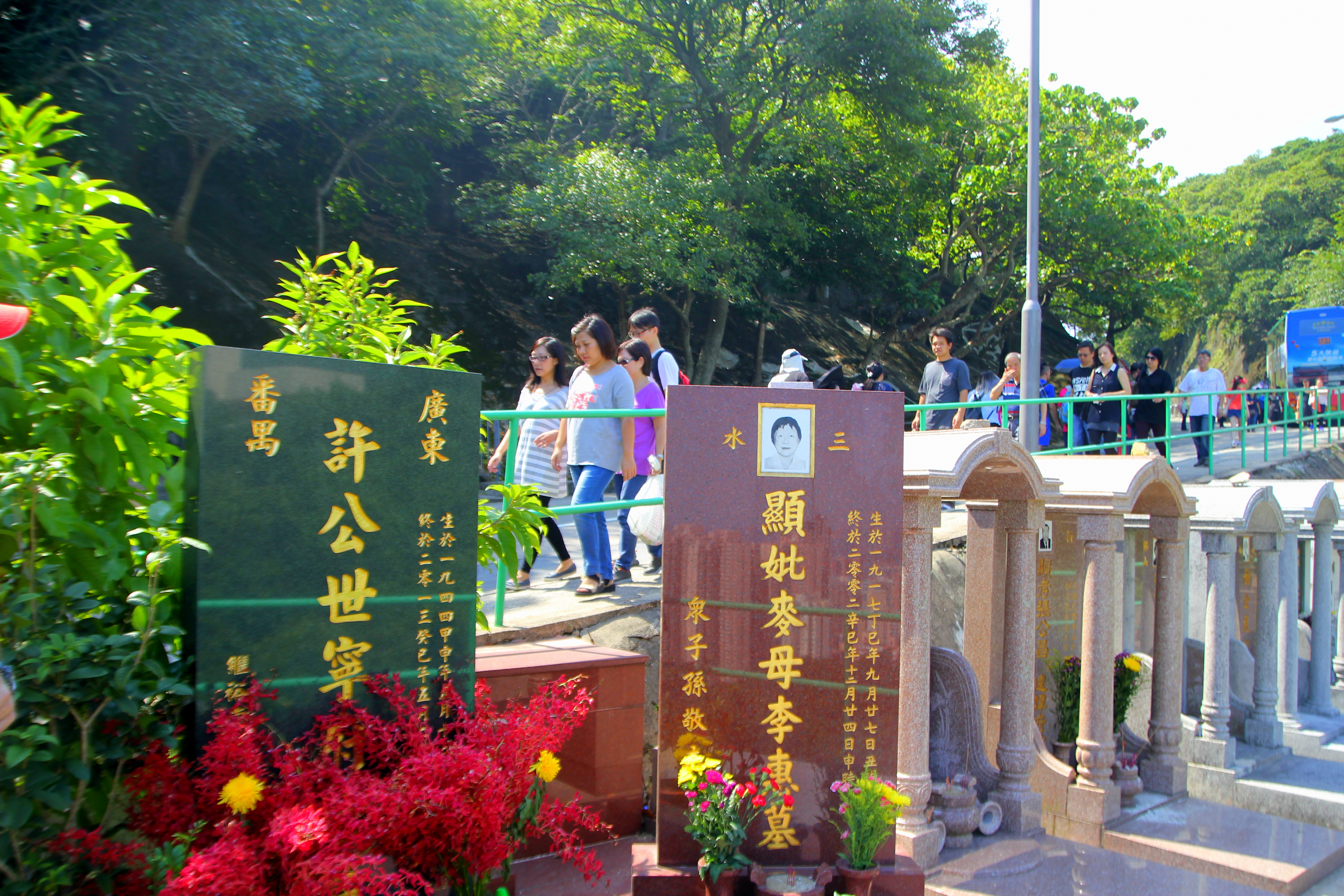
Los participantes en el festival llegan al cementerio Chai Wan Hong Kong, 2015
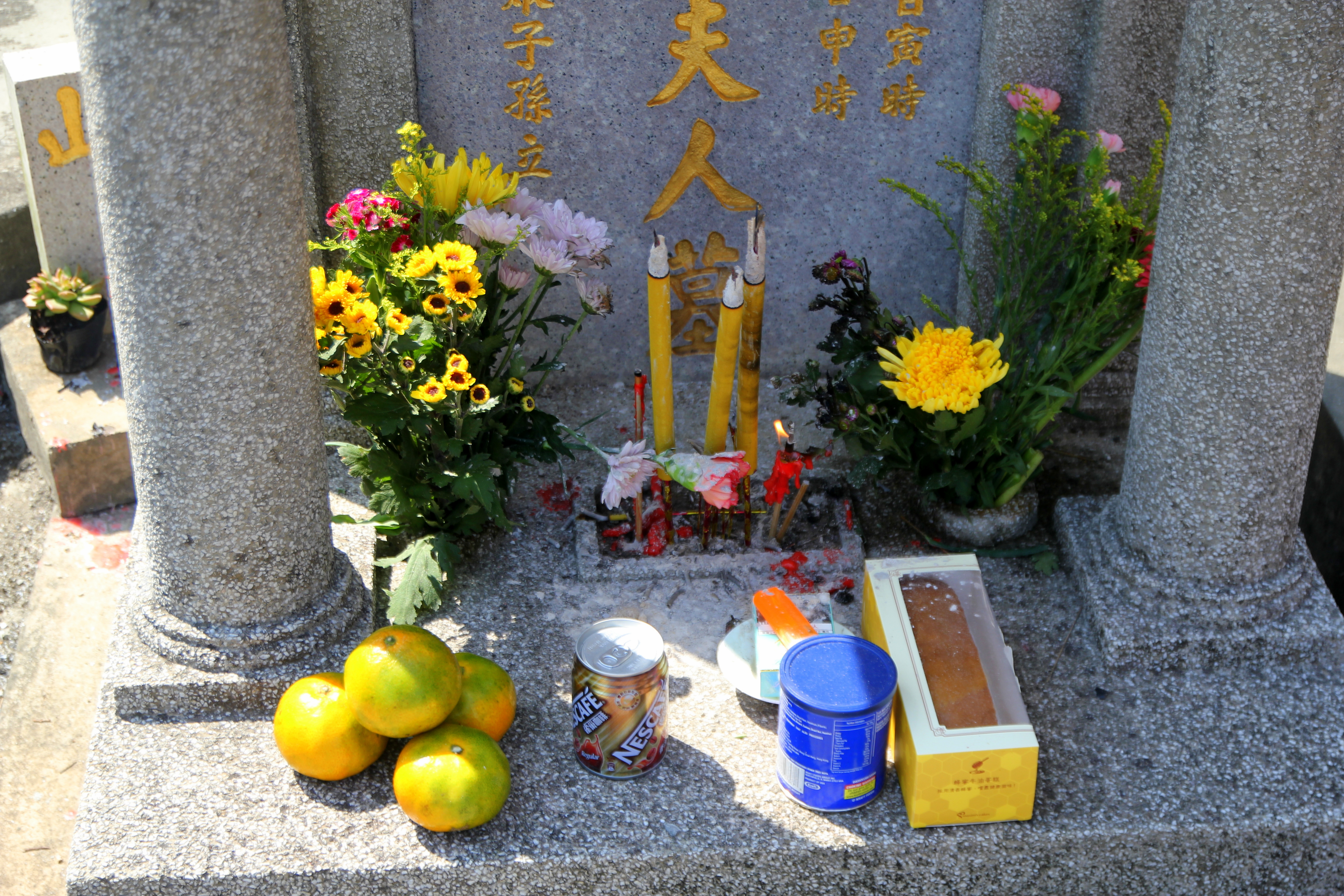
Cementerio Chai Wan, Hong Kong, 2015
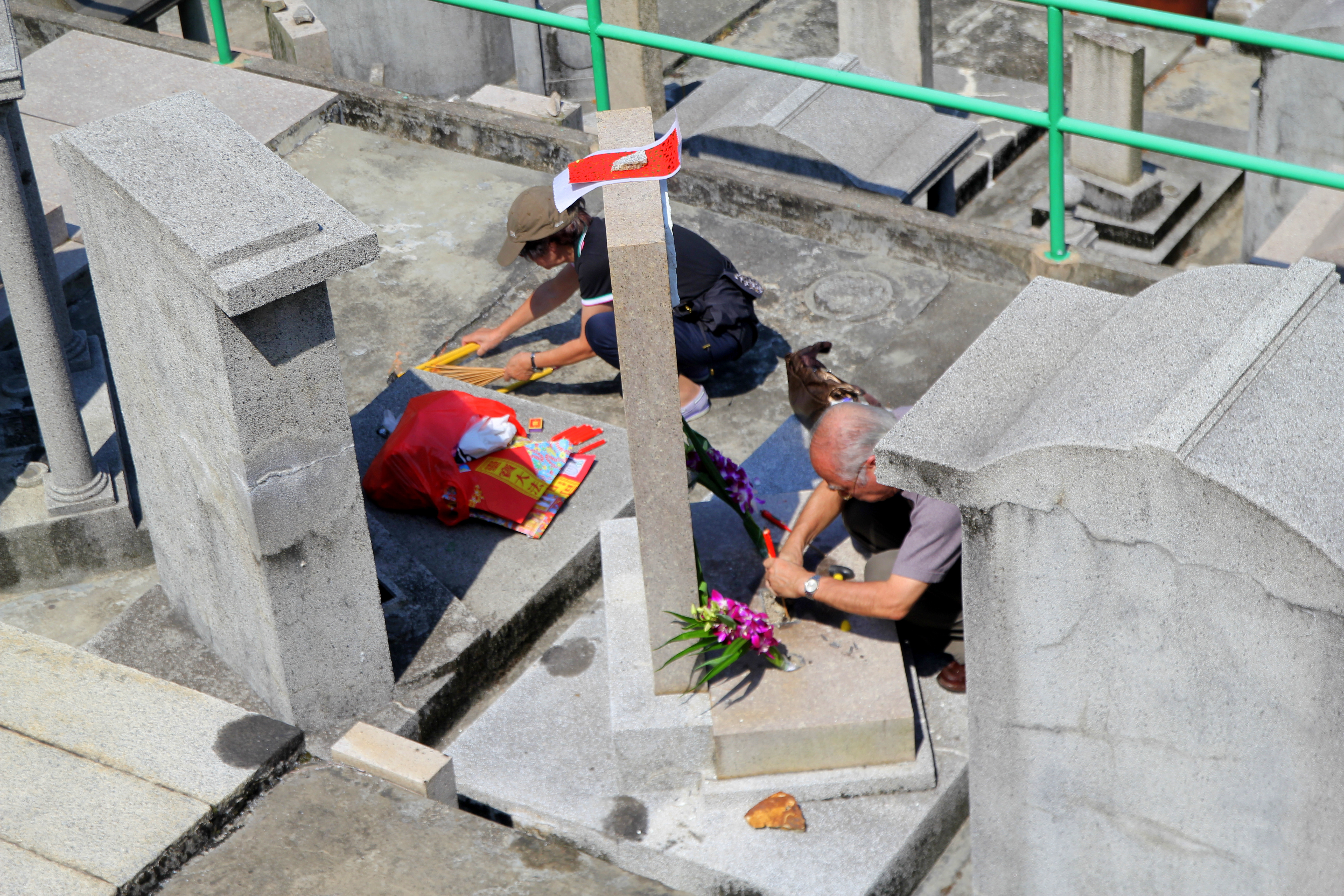
Cementerio Chai Wan, Hong Kong, 2015
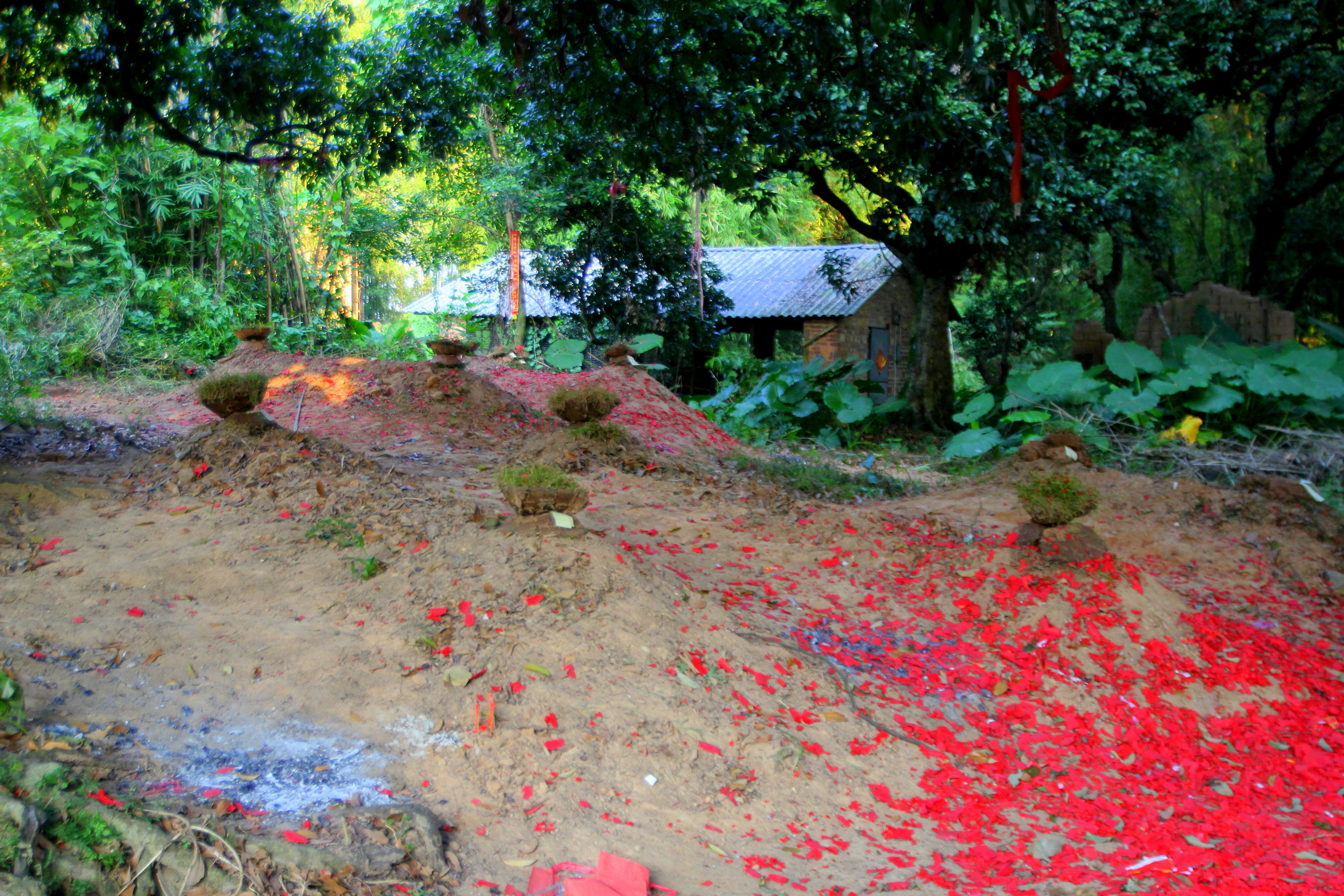
Pueblo de Xian Tang, Dongguan, China, 2015
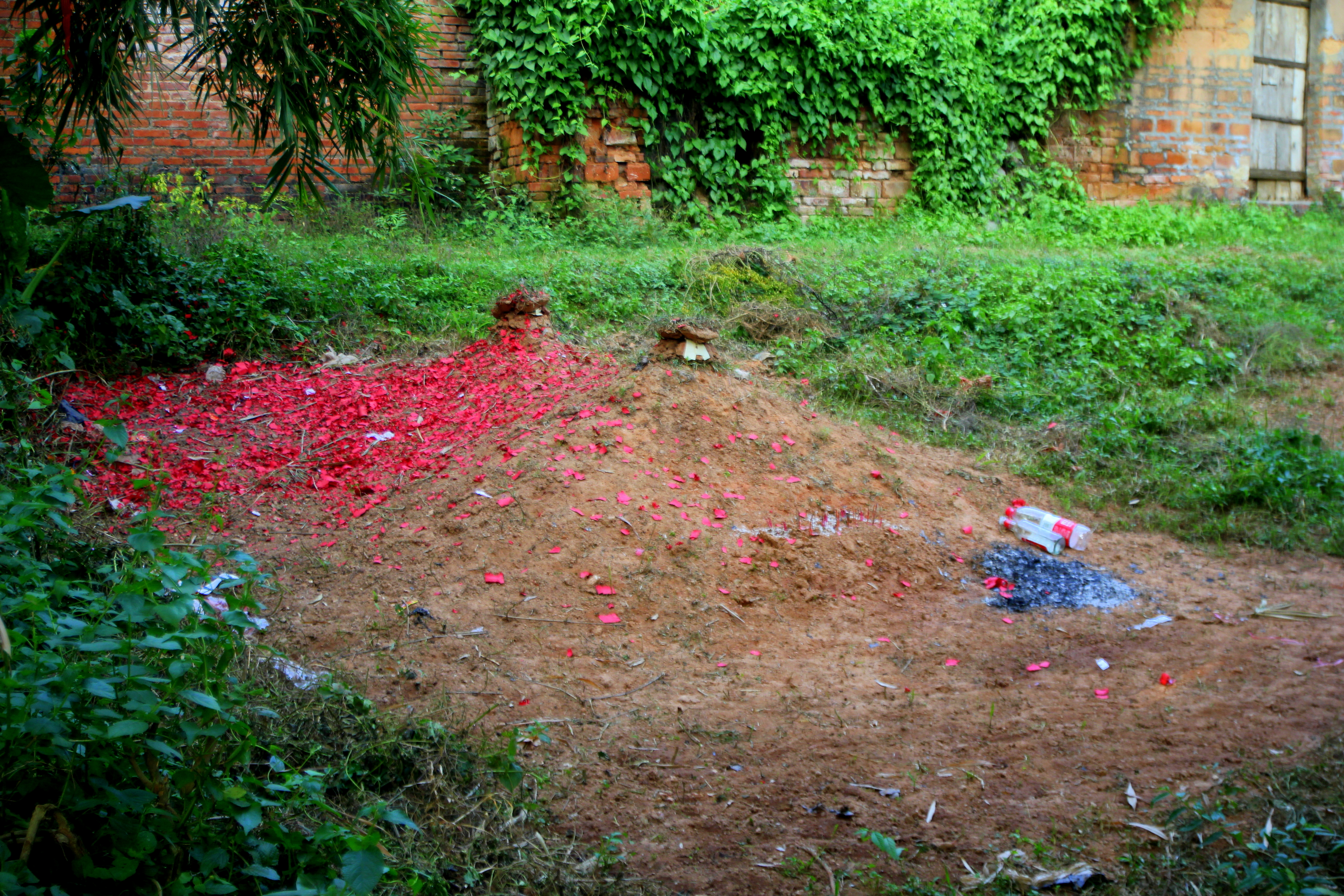
Pueblo de Xian Tang, Dongguan, China, 2015